# Litra MH
 Denne artikel omhandler lokomotiverne bygget af Frichs. For lokomotiverne bygget af Henschel, se Litra MH 201-203.
DSB MH 301-420 er 120 rangerlokomotiver bygget af Frichs i Århus 1960-1965.

## Historie
Efter at DSB havde fået gode erfaringer med de tre af Henschel byggede lokomotiver, litra MH, valgte man at få Frichs til at udvikle et lignende 3-koblet dieselhydraulisk lokomotiv til afløsning af damplokomotiverne litra F som fortsat anvendtes til rangering over hele landet.
MH'erne anvendtes til svær rangering og lettere strækningskørsel med godstog, men har også fremført enkelte persontog i starten af 1960'erne på Assensbanen.
Lokomotiverne voldte en del problemer, blandt andet med mange afsporinger, men de sidste var alligevel i drift ved DSB helt til 2001. I starten af 1990'erne blev nogle af lokomotiverne miljørenoveret, fordi de ikke længere levede op til arbejdsmiljøkrav.
Det var meningen at de skulle have været afløst af litra MJ, men da denne lokomotivtype aldrig blev overtaget til drift af DSB, blev de først afløst af litra MK fra 1996.
Enkelte har efterfølgende været anvendt ved industribaner, mens en del er bevaret ved veteranbaner. I dag er der bevaret 4, 302 ejes af Midt- og Vestjyllands Jernbanemuseum, 304 ejes af Struer Jernbaneklub, 322 ejes af Danmarks Jernbanemuseum, og 406 ejes af Dansk Jernbane-Klub.

## Fodnoter og referencer

### Fodnoter
1. ↑  Nogle lokomotiver var udstyret med ballast af hensyn til tung rangering, og havde derfor en højere vægt.
2. ↑  Effekten angives flere steder til 440 hk i stedet for 334 hk som svarer til de 246 kW der opgives i DSB materiel i drift. Forskellen skyldes formentlig forskelle i om der måles ved hjulene eller direkte på motorens krumtapaksel.